# 2016 FNS歌謡祭

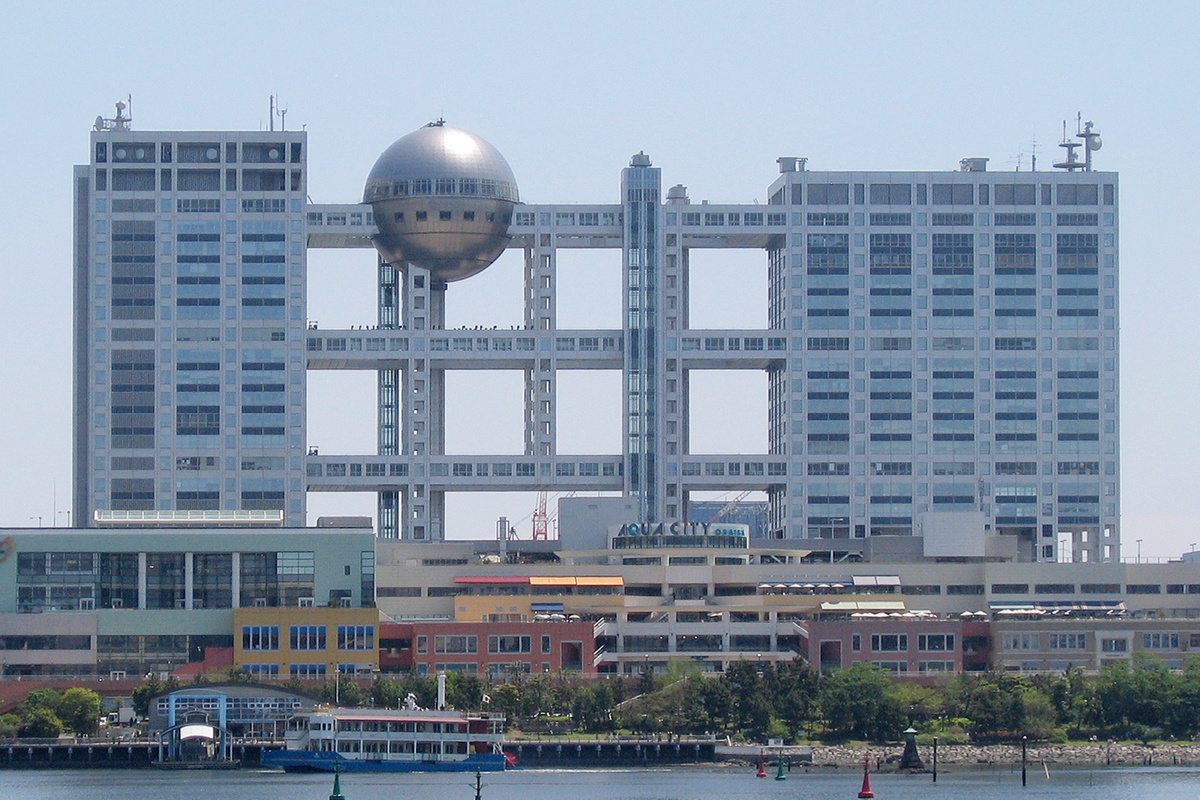
「第2夜」の会場となる番組の生放送が行われたフジテレビ本社「FCGビル」

『2016 FNS歌謡祭』（2016 エフエヌエスかようさい）は、フジテレビ系列で2016年12月7日 19:00 - 23:18（JST）・12月14日 19:00 - 23:18（JST）に生放送された通算45回目の『FNS歌謡祭』である。

## 概要
記念すべき第45回記念大会となる。
昨年に引き続き、今年も当番組では2DAYSとして2回に分けて生放送されることが同年11月18日放送の『Love music』で発表された。ただし、本年では番組史上初の2週連続の放送となる。当年3月をもって水曜22時枠のドラマが中断されたため、今年は2週とも4時間18分（2週合計8時間36分）の大長編となり、第1夜は、例年通りの形式でグランドプリンスホテル新高輪「飛天」より同年12月7日 19:00 - 23:18（JST）に4時間18分生放送され、第2夜は、フジテレビ特設スタジオより同年12月14日 19:00 - 23:18（JST）に4時間18分生放送された。
12月7日（第1夜）は絢爛豪華な音楽ショーとして、日本の音楽界を代表するアーティストたちが一堂に会し、過去の名曲から最新のヒット曲まで幅広く特別なコラボレーションで披露された。第1夜では、「長渕剛 名曲『乾杯』を生熱唱!」「ジャニーズコラボ多数!」「西城秀樹 脳梗塞を乗り越えステージで『YOUNG MAN (Y.M.C.A.)』!!」「松任谷由実 『FNS歌謡祭』初出演!&平井堅と共演!」「薬師丸ひろ子と橋本環奈が星泉コラボ!」「大黒摩季が『FNS歌謡祭』初出演!&復活メドレー」「森高千里が19年ぶりにテレビでドラム演奏を披露!!」「映画『君の名は。』大ヒット記念! 新海誠監督コーナー」「鬼束ちひろが『FNS歌謡祭』初出演で『月光』熱唱!」「永六輔トリビュートコーナー」「久保田利伸が『LA・LA・LA LOVE SONG』を豪華コラボレーション!」といったスペシャル企画を含めた11個のみどころが設けられていた。
12月14日（第2夜）はクリスマスに聴きたい名曲をコラボレーションでお届けするクリスマスソングメドレーや複数の女性アイドルグループによるスペシャル企画などが行われた。第2夜では、「きゃりーぱみゅぱみゅ5周年最強メドレー!」「サムライギタリストMIYAVIとあのマドンナも認めたAyaBambiの日本代表コラボレーション!」「家入レオ・百田夏菜子（ももいろクローバーZ）・鈴木愛理（℃-ute）リアル同級生コラボ!」「11組116名! アイドル大集結コラボメドレー!」「BOØWY好きによるBOØWYリスペクト企画!」「広瀬香美ウィンターメドレー!」「FNS歌謡祭スペシャルクリスマスメドレー!」「KinKi Kids 20周年! 堂本ブラザーズバンドの演奏による超豪華スペシャルメドレー!」「ピコ太郎! FNSスペシャル Xmas Ver.披露!」といったスペシャル企画を含めた9個のみどころが設けられていた。
今年はFNS歌謡祭シリーズの派生番組となる『2016 FNSうたの春まつり』が3月28日、『2016 FNSうたの夏まつり 〜海の日スペシャル〜』が7月18日と、どちらも月曜日に放送されたが、当番組は例年通りで水曜日に放送された。
12月7日（第1夜）の平均視聴率は12.6%で、また、瞬間最高視聴率は20:27（JST）、華原朋美と西島隆弘（AAA）の共演で「I'm proud」を披露しているシーンで、15.7%だった（いずれもビデオリサーチ調べ、関東地区・世帯・リアルタイム）。
12月14日（第2夜）の平均視聴率は11.6%で、第1夜の12.6%を下回った。但し、瞬間最高視聴率は21:25（JST）、星野源が「恋」の“恋ダンス”を披露しているシーンの16.8%で、こちらは第1夜を上回った（いずれもビデオリサーチ調べ、関東地区・世帯・リアルタイム）。
年内での解散が決定している『FNS歌謡祭』常連のSMAPについて、今回出演の可能性は低いと複数メディアで伝えられていたが、結局、番組ホームページの出演者リストにも名前もなく（第1夜・第2夜含めて）、こちらも辞退となり出演しなかった。このため、『FNS歌謡祭』は前年がSMAPとして最後の出演となった。尚、SMAPにとって最後のテレビ出演となった同年12月26日放送の『SMAP×SMAP 最終回』では「世界に一つだけの花」が歌唱されて、SMAPにとって正真正銘の最後の歌唱シーンとなった。

## 当日のステージ

### 第1夜
トップバッターでは、当番組では藤澤ノリマサが初めて担当して「歓喜の歌」を披露した。大トリでは、こちらも当番組では長渕剛が初めて担当して「乾杯」を披露した。なお、いずれのアーティストも当番組初出演となる。
第1夜のステージの最多出演者は山本彩と藤原さくらであり、それぞれ5曲に参加していた。
番組前半には、2度の脳梗塞を乗り越え、当番組の出演が1990年以来の26年ぶりとなる西城秀樹が「YOUNG MAN (Y.M.C.A.)」を披露した。尚、曲披露前には療養中のリハビリ風景や歌う意気込みなどをまとめたVTRが紹介された。また、同年に急逝した永六輔の追悼企画として、永が作詞を手掛けた名曲「黄昏のビギン」「見上げてごらん夜の星を 〜ぼくらのうた〜」の2曲を出演アーティストのカバー・コラボレーションで披露された。さらに、藤原さくら、chay、山本彩のギター女子3人が「Soup」「それでしあわせ」「雪恋」のそれぞれの持ち曲である3曲をコラボレーションのメドレーで披露した。
番組中盤には、子宮疾患と不妊治療のため歌手活動を休止し、同年8月に6年ぶりに歌手活動を再開し当番組は初出演となる大黒摩季が大黒をリスペクトする女性アーティストとのコラボレーションで3曲のメドレーを披露した。
番組後半には、司会である森高千里が約19年ぶりのドラムの演奏で、同じ事務所の後輩である℃-uteとの共演で「二人は恋人」、単体で「SNOW AGAIN」の2曲を披露した。
第1夜では、ジャニーズ事務所からはTOKIO、KinKi Kids、V6、嵐、NEWS、関ジャニ∞、Kis-My-Ft2の7組が出演した。尚、NEWSは2008年以来となる8年ぶりの「飛天」の出演 であり、V6は2013年以来となる3年ぶりの「飛天」の出演だった。
出演アーティストは全67組で、全65曲中36曲がコラボレーション（共演）で披露された。

### 第2夜
トップバッターでは、KinKi Kids×Hey! Say! JUMP×Sexy Zone×A.B.C-Z×ジャニーズWESTのコラボレーションによる「シンデレラ・クリスマス」をクリスマスソングメドレーの最初の曲として披露した。大トリでは、堂本ブラザーズバンドによるKinKi Kids20周年メドレーの最後の曲として「全部だきしめて」が披露した。尚、KinKi Kidsはトップバッターと大トリのどちらも共に当番組では初で務めた。
第2夜のステージの最多出演者はももいろクローバーZの百田夏菜子であり、9曲に参加していた。
番組序盤には、ジャニーズ事務所所属のアーティストを中心に、さまざまなアーティストとコラボレーションでクリスマスソングメドレーをオープニング前に披露された。また、デビュー25周年を迎えた広瀬香美が自身のヒット曲のメドレーを、その曲が発売された年に生まれた女性アーティストとそれぞれコラボレーションで披露された（下記の詳細参照）。
番組前半には、前年行われて大好評だったスペシャル企画である、AKB48グループ（AKB48/SKE48/NMB48）、坂道シリーズ（乃木坂46/欅坂46）、スターダストグループ（ももいろクローバーZ/私立恵比寿中学）、ハロー!プロジェクトグループ（モーニング娘。'16/℃-ute）が一堂に会して共演し、それぞれの女性アイドルグループの垣根を超えて日本を代表する9組 116名の女性アイドルグループによるアイドル・オールスターで送る「アイドルシャッフルコラボメドレー」が今回も目玉となるスペシャル企画として行われた。9曲のメドレーで披露された。但し、今年は前年と異なる点として、コラボの組み合わせと楽曲を変えたり、各グループのメンバーをシャッフルしたコラボレーションで披露された。また、ピコ太郎が「PPAP (ペンパイナッポーアッポーペン)」を当番組限定スペシャルコラボレーションとして、上記の9組の女性アイドルグループの一部メンバーによる100名とコラボレーションして、「FNS ピコっとクリスマスver.」で披露した。
番組後半には、今年生誕35周年を迎えたBOØWYのトリビュート企画が行われた。パフォーマンスには、元BOØWYのドラムスでJETSETBOYSの高橋まことを中心に、BOØWYをリスペクトする氣志團の綾小路翔（ボーカル）、T.M.Revolutionの西川貴教（ボーカル）、BREAKERZのDAIGO（ボーカル）、GLAYのHISASHI（ギター）、山本耕史（ギター）、L'Arc〜en〜CielのTETSUYA（ベース）による番組限定の一夜限りのスペシャルバンドを結成してBOØWYの名曲メドレーが披露された。また、きゃりーぱみゅぱみゅがデビュー5周年を記念して、自身のヒット曲の5曲のメドレーをプロジェクションマッピングを使ったライブバージョンで披露した。
番組終盤には、KinKi Kidsデビュー20周年 と『堂本兄弟』生誕15周年を記念して、KinKi Kidsの3曲のメドレーを堂本ブラザーズバンドによる演奏で披露された。
また、2011年以来の5年ぶりに「FNS歌謡祭 歴代名曲集」と題して、過去の『FNS歌謡祭』の映像から各アーティストの初出演シーンをCM前に流した。
第2夜では、ジャニーズ事務所からはKinKi Kids、Hey! Say! JUMP、Sexy Zon、A.B.C-Z、ジャニーズWESTの5組が出演した。
出演アーティストは全63組で、全90曲中38曲がコラボレーション（共演）で披露された。

### 全体（第1夜・第2夜）
今年はAyaBambi、[Alexandros]、井上苑子、EXILE THE SECOND、大黒摩季、鬼束ちひろ、上白石萌音、KREVA、SHINee、水曜日のカンパネラ、DAIGO、高橋まこと、TETSUYA、Dream Ami、AAA、長渕剛、新妻聖子、橋本環奈、back number、林部智史、ピコ太郎、HISASHI、藤澤ノリマサ、藤原さくら、ふわふわ、松任谷由実、三浦大知、Ms.OOJA、山本耕史、山本彩、Little Glee Monsterの30組のアーティストが『FNS歌謡祭』に初出演した。
第1夜・第2夜のどちらにも出演したアーティストはAI、綾小路翔、AKB48、KinKi Kids、℃-ute、久保田利伸、Crystal Kay、欅坂46、高見沢俊彦、T.M.Revolution、西島隆弘、乃木坂46、水樹奈々、ももいろクローバーZ、Little Glee Monsterの15組。
第1夜・第2夜合わせて、出演アーティストは110組・披露された楽曲は155曲・披露されたコラボレーション（共演）は74共演となった。
第1夜・第2夜合わせたステージの最多出演者はももいろクローバーZの百田夏菜子であり、計10曲 に参加していた。
GACKTは2004年以来の12年ぶり、絢香は2009年以来の7年ぶり、吉川晃司と久保田利伸は2011年以来の5年ぶりの『FNS歌謡祭』の出演となった。また、SHINeeの出演に伴い、2011年以来の5年ぶりにK-POPグループが『FNS歌謡祭』に出演した。
AKB48の島崎遥香・小嶋陽菜・木﨑ゆりあ、SKE48の大矢真那・木本花音・北川綾巴・高柳明音・大場美奈・古畑奈和、NMB48の上西恵・薮下柊・藤江れいな・須藤凜々花、HKT48の多田愛佳・朝長美桜・森保まどか・田島芽瑠・松岡菜摘・神志那結衣・矢吹奈子・本村碧唯、乃木坂46の橋本奈々未・中元日芽香、2017年6月にグループ解散を発表している℃-ute、私立恵比寿中学の廣田あいか・柏木ひなた・星名美怜・小林歌穂・2017年2月8日に急逝した松野莉奈、AAAの伊藤千晃・浦田直也、Little Glee Monsterの麻珠、モーニング娘。'16の工藤遥、2017年12月18日に急逝したSHINeeのジョンヒョン、E-girls・Flowerの藤井萩花、2018年5月16日に急逝した西城秀樹 にとって最後の『FNS歌謡祭』の出演となった。

## 出演者

### 司会
- 森高千里
- 渡部建（アンジャッシュ）

### 進行
- 加藤綾子（フリーアナウンサー）

### 出演アーティスト

#### 第1夜（出演アーティスト）
- AI
- 絢香
- 嵐
- 杏里
- ウエンツ瑛士
- ウルフルズ
- AKB48
- HKT48
- EXILE THE SECOND
- 大黒摩季
- 尾崎亜美
- 鬼束ちひろ
- GACKT
- 加藤登紀子
- 加藤ミリヤ
- 華原朋美
- 上白石萌音
- 関ジャニ∞[29]
- 氣志團
- Kis-My-Ft2
- ℃-ute
- KinKi Kids[30]
- 久保田利伸
- Crystal Kay
- 欅坂46
- 郷ひろみ
- 西城秀樹
- ザ・カンレキーズ（THE ALFEE）
- さだまさし
- 三代目 J Soul Brothers from EXILE TRIBE[31]
- 清水翔太
- JUJU
- 末延麻裕子
- 鈴木雅之
- 谷村新司
- chay
- T.M.Revolution
- TOKIO
- ナオト・インティライミ
- 長渕剛
- 夏木マリ
- 新妻聖子
- Nissy（AAA）
- NEWS
- 乃木坂46
- 橋本環奈
- 秦基博
- 林部智史
- 原田知世
- 平井堅
- V6
- 藤澤ノリマサ
- 藤原さくら
- 松下奈緒
- 松任谷由実
- 水樹奈々
- miwa
- 宮本笑里
- ももいろクローバーZ - 百田夏菜子は体調不良により欠席
- 森高千里
- 森山直太朗
- 森山良子
- 薬師丸ひろ子
- 山本彩
- ゆず
- Little Glee Monster
- 和田アキ子

太文字は当年のNHK『第67回NHK紅白歌合戦』に出場。
※五十音順

#### 第2夜（出演アーティスト）
- AI
- aiko
- 綾小路翔（氣志團）
- AyaBambi
- [Alexandros]
- E-girls
- 家入レオ
- いきものがかり
- 井上苑子
- AKB48
- SKE48
- NMB48
- A.B.C-Z
- 大原櫻子
- 吉川晃司
- きゃりーぱみゅぱみゅ
- ℃-ute
- 桐谷健太
- KinKi Kids
- 久保田利伸
- Crystal Kay
- クリス・ハート
- KREVA
- 欅坂46[注 5]
- ゴスペラーズ
- GENERATIONS from EXILE TRIBE
- SHINee
- ジャニーズWEST[注 51]
- 私立恵比寿中学
- 水曜日のカンパネラ
- Sexy Zone[注 52]
- DAIGO
- 高橋まこと（JETSETBOYS/元BOØWY）
- 高橋優
- T.M.Revolution
- TETSUYA（L'Arc〜en〜Ciel）
- 堂本ブラザーズバンド
- Dream Ami
- AAA
- 西内まりや
- 西野カナ
- 乃木坂46
- back number
- Happiness
- ピコ太郎
- HISASHI（GLAY）
- 広瀬香美
- Flower
- ふわふわ
- Hey! Say! JUMP
- BoA
- 星野源
- ポルノグラフィティ
- 槇原敬之
- 三浦大知
- Ms.OOJA
- 水樹奈々
- MIYAVI
- モーニング娘。'16
- ももいろクローバーZ
- 森保まどか（HKT48）[注 53]
- 山本耕史
- Little Glee Monster

太文字は当年のNHK『第67回NHK紅白歌合戦』に出場。
※五十音順
- 堂本ブラザーズバンド：KinKi Kids/高見沢俊彦/西川貴教/槇原敬之/高橋みなみ/DAIGO/吉田建/浅倉大介/堂島孝平/小田原豊

### ゲスト
第1夜
- 小倉智昭、菊川怜 - 『情報プレゼンター とくダネ!』MC、番組を全編通して観覧した。
- 天海祐希 - ドラマ『Chef〜三ツ星の給食〜』キャスト、主題歌を歌う松任谷由実の応援。
- 生田斗真、仲里依紗、岩城滉一 - 映画『土竜の唄 香港狂騒曲』キャスト、主題歌を歌う関ジャニ∞の応援。
- ベイカー茉秋、松本薫、金藤理絵、田知本遥 - 2016年リオデジャネイロオリンピックのメダリスト。
- 西内まりや - 長渕剛の見物として出演。

第2夜
- つんく♂ - ℃-uteのパフォーマンス前にVTR出演。

ナレーション
- 高橋みなみ - 第2夜「アイドルシャッフルコラボメドレー」のナレーターを担当。

### 音楽・演奏
- 武部聡志音楽団

## セットリスト

### 第1夜（セットリスト）
| 順番 | アーティスト                                                                             | 楽曲                                                       |
| ---- | ---------------------------------------------------------------------------------------- | ---------------------------------------------------------- |
| 1    | 藤澤ノリマサ                                                                             | 歓喜の歌                                                   |
| 2    | 氣志團×AKB48×HKT48                                                                       | 喧嘩上等 (2014/氣志團)                                     |
| 3    | ザ・カンレキーズ                                                                         | あの時君は若かった (1968/ザ・スパイダース)                 |
| 4    | 郷ひろみ×Nissy×金子ペア                                                                  | よろしく哀愁 (1974/郷ひろみ)                               |
| 5    | 林部智史×ウエンツ瑛士×生田絵梨花(乃木坂46)                                               | あいたい (林部智史)                                        |
| 6    | 欅坂46                                                                                   | 二人セゾン                                                 |
| 7    | 杏里×尾崎亜美×渡辺麻友・柏木由紀(AKB48)                                                  | オリビアを聴きながら (1978/杏里)                           |
| 8    | miwa×松下奈緒                                                                            | 結 -ゆい- (miwa)                                           |
| 9    | さだまさし×水樹奈々                                                                      | 黄昏のビギン (1959/水原弘)                                 |
| 10   | ゆず×宮本笑里                                                                            | 見上げてごらん夜の星を 〜ぼくらのうた〜 (2006/ゆず)        |
| 11   | 西城秀樹                                                                                 | YOUNG MAN (Y.M.C.A.) (1979)                                |
| 12   | ウルフルズ                                                                               | 笑えれば (2002)                                            |
| 13   | AI×Little Glee Monster                                                                   | みんながみんな英雄 (AI)                                    |
| 14   | HKT48                                                                                    | 最高かよ                                                   |
| 15   | 和田アキ子×夏木マリ×ももいろクローバーZ×高見沢俊彦(THE ALFEE)                            | 笑って許して (1970/和田アキ子)                             |
| 16   | 乃木坂46                                                                                 | サヨナラの意味                                             |
| 17   | 藤原さくら×chay×山本彩                                                                   | Soup (藤原さくら)                                          |
| 18   | chay×山本彩×藤原さくら                                                                   | それでしあわせ (chay)                                      |
| 19   | 山本彩×chay×藤原さくら                                                                   | 雪恋 (山本彩)                                              |
| 20   | 加藤登紀子×加藤ミリヤ×宮本笑里                                                           | 難破船 (1984/加藤登紀子)                                   |
| 21   | 長瀬智也(TOKIO)×ゆず                                                                     | 宙船（そらふね） (2006/TOKIO)                              |
| 22   | 絢香                                                                                     | I believe 2016ver. (絢香)                                  |
| 23   | 薬師丸ひろ子×橋本環奈                                                                    | セーラー服と機関銃 (1981/薬師丸ひろ子)                     |
| 24   | 華原朋美×Nissy                                                                           | I'm proud (1996/華原朋美)                                  |
| 25   | 松任谷由実                                                                               | Smile for me                                               |
| 26   | NEWS                                                                                     | weeeek (2007)                                              |
| 27   | NEWS                                                                                     | 恋を知らない君へ                                           |
| 28   | 夏木マリ×T.M.Revolution×Nissy×Little Glee Monster                                        | 紅のプロローグ (and ROSEs)                                 |
| 29   | 原田知世×欅坂46                                                                          | 時をかける少女 (1983/原田知世)                             |
| 30   | 森山良子×JUJU×新妻聖子×miwa×藤原さくら                                                   | この広い野原いっぱい (1967/森山良子)                       |
| 31   | 平井堅                                                                                   | 魔法って言っていいかな?                                    |
| 32   | 大黒摩季×華原朋美×新妻聖子                                                               | 熱くなれ (1996/大黒摩季)                                   |
| 33   | 大黒摩季×水樹奈々×chay                                                                   | あなただけ見つめてる (1993/大黒摩季)                       |
| 34   | 大黒摩季×華原朋美×水樹奈々×新妻聖子×chay                                                 | ら・ら・ら (1995/大黒摩季)                                 |
| 35   | Kis-My-Ft2×ナオト・インティライミ                                                        | AAO (2015/Kis-My-Ft2)                                      |
| 36   | Kis-My-Ft2                                                                               | Gravity                                                    |
| 37   | 嵐×松下奈緒×宮本笑里                                                                     | ふるさと (2010/嵐)                                         |
| 38   | 秦基博×miwa×藤原さくら                                                                   | Rain (1988/大江千里)                                       |
| 39   | 上白石萌音                                                                               | なんでもないや (RADWIMPS)                                  |
| 40   | 森高千里×℃-ute                                                                           | 二人は恋人 (1995/森高千里)                                 |
| 41   | 森高千里                                                                                 | SNOW AGAIN (1997)                                          |
| 42   | 関ジャニ∞                                                                                | NOROSHI                                                    |
| 43   | 関ジャニ∞                                                                                | キング オブ 男! (2014)                                     |
| 44   | 秦基博×森山直太朗                                                                        | 70億のピース (秦基博)                                      |
| 45   | 谷村新司×Little Glee Monster                                                             | ジョニーの子守唄 (1978/アリス)                             |
| 46   | EXILE THE SECOND                                                                         | YEAH!! YEAH!! YEAH!!                                       |
| 47   | 松任谷由実×平井堅                                                                        | ダンデライオン〜遅咲きのたんぽぽ (1983/原田知世)           |
| 48   | 久保田利伸×AI×Crystal Kay×加藤ミリヤ×清水翔太                                            | LA・LA・LA LOVE SONG (1996/久保田利伸 with NAOMI CAMPBELL) |
| 49   | 鈴木雅之×NESMITH・SHOKICHI(EXILE THE SECOND) ×今市隆二・登坂広臣(三代目 J Soul Brothers) | 恋人 (1993/鈴木雅之)                                       |
| 50   | 鈴木雅之×JUJU                                                                            | ロンリー・チャップリン (1987/鈴木聖美 with Rats&Star)      |
| 51   | 嵐                                                                                       | 復活LOVE                                                   |
| 52   | 嵐                                                                                       | Power of the Paradise                                      |
| 53   | V6×秦基博                                                                                | Beautiful World (V6)                                       |
| 54   | V6                                                                                       | Daring (2003)                                              |
| 55   | TOKIO                                                                                    | 愛! wanna be with you...                                   |
| 56   | KinKi Kids                                                                               | 薔薇と太陽                                                 |
| 57   | AKB48                                                                                    | ハイテンション                                             |
| 58   | 三代目 J Soul Brothers                                                                   | Welcome to TOKYO                                           |
| 59   | 森山直太朗                                                                               | 生きとし生ける物へ (2004)                                  |
| 60   | JUJU×バーレスク東京                                                                      | believe believe (JUJU)                                     |
| 61   | 鬼束ちひろ                                                                               | 月光 (2000)                                                |
| 62   | ナオト・インティライミ×miwa×末延麻裕子                                                   | Overflows 〜言葉にできなくて〜 (ナオト・インティライミ)    |
| 63   | 薬師丸ひろ子                                                                             | 戦士の休息 (1978/町田義人)                                 |
| 64   | GACKT×T.M.Revolution                                                                     | 12月のLove song (2001/Gackt)                               |
| 65   | 長渕剛                                                                                   | 乾杯 (1980)                                                |

### 第2夜（セットリスト）
| 順番 | アーティスト | 楽曲                                                                      |
| ---- | --- | ------------------------------------------------------------------------- |
| 1    | KinKi Kids×Hey! Say! JUMP×Sexy Zone×A.B.C-Z×ジャニーズWEST | シンデレラ・クリスマス (1998/KinKi Kids)                                  |
| 2    | Hey! Say! JUMP | サンタが街にやってくる (1934/クリスマスソング)                            |
| 3    | A.B.C-Z×ふわふわ | あわてんぼうのサンタクロース (1971/クリスマスソング)                      |
| 4    | Sexy Zone×Crystal Kay×水樹奈々×西内まりや | All I Want For Christmas Is You (1994/マライア・キャリー)                 |
| 5    | ジャニーズWEST×綾小路翔×DAIGO | 赤鼻のトナカイ (1949/ジーン・オートリー&ザ・ピナフォア)                   |
| 6    | KinKi Kids×Hey! Say! JUMP×Sexy Zone×A.B.C-Z×ジャニーズWEST ×ふわふわ×Crystal Kay×水樹奈々×西内まりや×綾小路翔×DAIGO ×Ms.OOJA×クリス・ハート×Little Glee Monster×大原櫻子 | We Wish You a Merry Christmas (16世紀起源のクリスマス・キャロル)          |
| 7    | 広瀬香美×NMB48 | ロマンスの神様 (1993/広瀬香美)                                            |
| 8    | 広瀬香美×Happiness | DEAR...again (1996/広瀬香美)                                              |
| 9    | 広瀬香美×ももいろクローバーZ | ゲレンデがとけるほど恋したい (1995/広瀬香美)                              |
| 10   | ゴスペラーズ×平手友梨奈(欅坂46) | ミモザ (2004/ゴスペラーズ)                                                |
| 11   | DAIGO | KSK                                                                       |
| 12   | 西野カナ | Dear Bride                                                                |
| 13   | Crystal Kay×Ms.OOJA×AAA×森保まどか | 白い恋人達 (2001/桑田佳祐)                                                |
| 14   | GENERATIONS | Last Christmas (1984/ワム!)                                               |
| 15   | E-girls | Merry × Merry Xmas★ (2015)                                                |
| 16   | E-girls | Go! Go! Let's Go!                                                         |
| 17   | モーニング娘。'16 | 泡沫サタデーナイト!                                                       |
| 18   | Sexy Zone | 勝利の日まで                                                              |
| 19   | FNS歌謡祭選抜 | ヘビーローテーション (2010/AKB48)                                         |
| 20   | 乃木坂46×キューティクル選抜 | おいでシャンプー (2012/乃木坂46)                                          |
| 21   | モーニング娘。'16×AKB48 | ザ☆ピ〜ス! (2001/モーニング娘。)                                          |
| 22   | ももいろクローバーZ×℃-ute | ミライボウル (2011/ももいろクローバー)                                    |
| 23   | 乃木坂46×欅坂46 | 制服のマネキン (2012/乃木坂46)                                            |
| 24   | AKB48×ももいろクローバーZ | 言い訳Maybe (2009/AKB48)                                                  |
| 25   | ℃-ute×もてなされたい選抜 | 大きな愛でもてなして (2006/℃-ute)                                         |
| 26   | ももいろクローバーZ×私立恵比寿中学×FNSで走り隊 | 走れ! -Z ver.- (2015/ももいろクローバーZ)                                 |
| 27   | FNS歌謡祭 IDOL ALL STAR | 桜の花びらたち (2006/AKB48)                                               |
| 28   | ポルノグラフィティ | サウダージ (2000)                                                         |
| 29   | ポルノグラフィティ | LiAR                                                                      |
| 30   | ピコ太郎×アイドル100名 | PPAP (ペンパイナッポーアッポーペン) FNS ピコっとクリスマスver. (ピコ太郎) |
| 31   | Flower×家入レオ | 恋人がサンタクロース (1980/松任谷由実)                                    |
| 32   | BoA×Dream Ami | メリクリ (2004/BoA)                                                       |
| 33   | KREVA×三浦大知 | クリスマス・イブRap (2001/KICK THE CAN CREW)                              |
| 34   | AI | ハッピークリスマス                                                        |
| 35   | Little Glee Monster×クリス・ハート | ママがサンタにキッスした                                                  |
| 36   | クリス・ハート×Little Glee Monster | 雪のクリスマス                                                            |
| 37   | back number | ハッピーエンド                                                            |
| 38   | NMB48 | 僕以外の誰か                                                              |
| 39   | 私立恵比寿中学 | まっすぐ                                                                  |
| 40   | 西野カナ×ゴスペラーズ | Silent Night                                                              |
| 41   | SHINee | Wonderful Christmas Time (1979/ポール・マッカートニー)                    |
| 42   | back number | クリスマスソング (2015)                                                   |
| 43   | aiko | もっと                                                                    |
| 44   | aiko | キラキラ (2005)                                                           |
| 45   | 桐谷健太 | 海の声 (2015/浦島太郎)                                                    |
| 46   | Hey! Say! JUMP | Give Me Love                                                              |
| 47   | Hey! Say! JUMP | ウィークエンダー (2014)                                                   |
| 48   | きゃりーぱみゅぱみゅ | にんじゃりばんばん (2013)                                                 |
| 49   | きゃりーぱみゅぱみゅ | 最&高                                                                     |
| 50   | きゃりーぱみゅぱみゅ | PONPONPON (2011)                                                          |
| 51   | きゃりーぱみゅぱみゅ | もんだいガール (2015)                                                     |
| 52   | きゃりーぱみゅぱみゅ | ファッションモンスター (2012)                                             |
| 53   | 星野源 | くせのうた (2010)                                                         |
| 54   | 星野源 | 恋                                                                        |
| 55   | 西野カナ | トリセツ (2015)                                                           |
| 56   | AAA | さよならの前に (2014)                                                     |
| 57   | 家入レオ×百田夏菜子(ももいろクローバーZ)×鈴木愛理(℃-ute) | 僕たちの未来 (家入レオ)                                                   |
| 58   | 高橋まこと×T.M.Revolution×DAIGO ×HISASHI×山本耕史×TETSUYA | Marionette -マリオネット- (1987/BOØWY)                                    |
| 59   | 高橋まこと×綾小路翔×T.M.Revolution×DAIGO ×HISASHI×山本耕史×TETSUYA | DREAMIN' (1985/BOØWY)                                                     |
| 60   | 高橋優×井上苑子 | 明日はきっといい日になる (2015/高橋優)                                    |
| 61   | Happiness | Ordinary Girls                                                            |
| 62   | Dream Ami | Lovefool -好きだって言って-                                               |
| 63   | Flower | 他の誰かより悲しい恋をしただけ                                            |
| 64   | SKE48 | 12月のカンガルー (2014)                                                   |
| 65   | ℃-ute | Kiss me 愛してる (2011)                                                   |
| 66   | いきものがかり | 風が吹いている (2012)                                                     |
| 67   | いきものがかり | Sweet! Sweet! Music!                                                      |
| 68   | SHINee | Everybody (2013)                                                          |
| 69   | ももいろクローバーZ | ザ・ゴールデン・ヒストリー                                                |
| 70   | 吉川晃司 | BOY'S LIFE (1995)                                                         |
| 71   | GENERATIONS | PIERROT                                                                   |
| 72   | 水樹奈々 | STAND UP!                                                                 |
| 73   | T.M.Revolution | WHITE BREATH (1997)                                                       |
| 74   | MIYAVI×AyaBambi | Fire Bird (MIYAVI)                                                        |
| 75   | 三浦大知×MIYAVI | Cry & Fight (三浦大知)                                                    |
| 76   | 大原櫻子×生田絵梨花(乃木坂46)×井上苑子 | 大好き (大原櫻子)                                                         |
| 77   | ジャニーズWEST | ズンドコ パラダイス (2015)                                                |
| 78   | A.B.C-Z | Za ABC〜5stars〜 (2012)                                                   |
| 79   | 槇原敬之 | 理由                                                                      |
| 80   | 久保田利伸×AI | Soul 2 Soul feat. AI (久保田利伸)                                         |
| 81   | 西内まりや | BELIEVE                                                                   |
| 82   | [Alexandros] | ワタリドリ (2015)                                                         |
| 83   | [Alexandros] | Swan                                                                      |
| 84   | 水曜日のカンパネラ | アラジン                                                                  |
| 85   | 水曜日のカンパネラ×私立恵比寿中学 | 桃太郎 (2014/水曜日のカンパネラ)                                          |
| 86   | 吉川晃司 | Over The Rainbow                                                          |
| 87   | KinKi Kids | 道は手ずから夢の花                                                        |
| 88   | 堂本ブラザーズバンド | Secret Code (2008/KinKi Kids)                                             |
| 89   | 堂本ブラザーズバンド | Hey! みんな元気かい? (2001/KinKi Kids)                                    |
| 90   | 堂本ブラザーズバンド | 全部だきしめて (1998/KinKi Kids)                                          |

## 関連番組
- Love music

当番組の司会である森高・渡部がMCを務める音楽番組。同年12月2日の放送では「2016 FNS歌謡祭 直前SP」と題して、過去の『FNS歌謡祭』の名シーンや今年の出演アーティストの見どころを含めたコメントが放送された。
- FNS歌謡祭SP!!

同年11月26日チャンネルΣ枠（10:25 - 11:45、関東ローカル）で放送された事前番組。過去のFNS歌謡祭名共演集や本年の出演者・企画内容の一部などを発表。またスタジオでは当番組の司会である渡部と宮司愛海（フジテレビアナウンサー）が本年の見所などについてトークした。